# Jules Alphonse Deturck
Julien Deturck, pseudonyme de Jules Alphonse Deturck, né à Bailleul le 23 février 1862 et mort à Belvès le 18 décembre 1941, est un graveur et pastelliste français.

## Biographie
Alphonse Deturck est le fils de Matthieu Jacques Guillaume Deturck, tisserand à Bailleul, et de Sophie Amélie Valquenaire, dentellière. Il est issu d'un milieu modeste et fait partie d'une fratrie de sept enfants. Il a montré très jeune un goût et un talent pour le dessin, comme son frère aîné Henri, que ses parents vont envoyer à l'école des beaux-arts de Lille en l'aidant financièrement.
Jules Alphonse Deturck n'a pas pu assouvir son goût pour les beaux-arts et doit entrer à 14 ans comme employé de banque. Il va suivre les cours du soir de l'académie des beaux-arts de Bailleul où il suit les cours de dessin et de gravure sous la conduite d'Édouard Swynghedauw. Au bout de trois ans, en 1880, il obtient le prix d'honneur. Sa famille décide alors de poursuivre les cours à Lille avec le peintre Alphonse Colas. Il remporte une médaille d'or et une bourse de voyage. Il s'installe à Paris pour passer le concours du premier degré pour l'enseignement du dessin à l'École des beaux-arts. Arrivé premier, on lui propose un poste à Limoges qu'il refuse en disant qu'il souhaitait continuer ses études. 
Lors de son service militaire, en 1883, il est incorporé dans le 51e régiment de ligne à Beauvais, puis au 129e régiment à Paris. Grâce à l'intervention du député de sa circonscription, Ignace Plichon, il peut passer en 1887 le concours d'admission à l'École des beaux-arts à laquelle il est reçu 12e sur 300 candidats. Il est admis dans la classe d'Alexandre Cabanel et est aussi élève de Léon Bonnat et de Gustave Jacquet. Ce dernier voyant la pureté des traits des dessins lui conseille de s'orienter vers la gravure. Il est alors admis dans la classe de Louis-Pierre Henriquel-Dupont, dont le graveur Jules Gabriel Levasseur est le suppléant. En 1888, il obtient le deuxième second grand prix de Rome pour la gravure en taille-douce en 1888.
À la sortie des Beaux-Arts, il s'adonne principalement à la gravure et au pastel. Il remporte son premier succès en 1894 pour la gravure d'une Tanagra découverte à Athènes par l'architecte Titeux. Il connaît son deuxième succès pour la gravure Le Rêve d'Éros d'après le tableau de Jules Machard. Il obtient une médaille de 3e classe au Salon de 1899, puis une médaille d'argent à l'Exposition universelle de 1900. En 1901, il remporte la médaille de 2e classe au Salon de 1901 pour la gravure Le Jeune frère d'après le tableau de William Bouguereau.

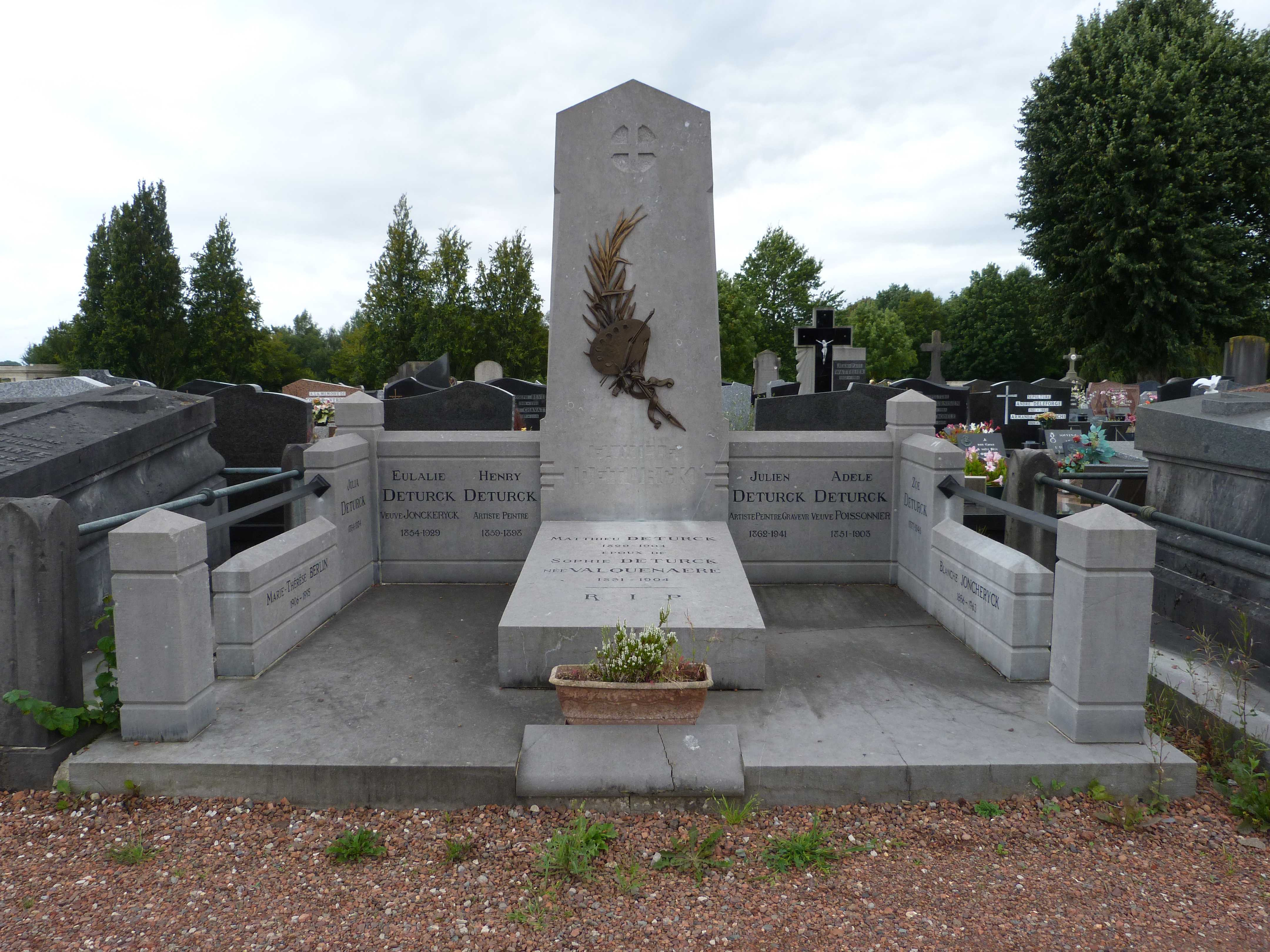
Tombeau de la famille Deturck au cimetière de Bailleul (Nord).

Il participe à la création de la Société septentrionale de gravure en 1900. À la demande de Levasseur, pour obtenir la table à graver de Louis-Pierre Henriquel-Dupont, il grave La Liseuse d'après le tableau de Jules Lefebvre.
Il collabore à la Revue de l'Art ancien et moderne et à l’Histoire du costume antique de Léon Heuzey, dont il a gravé le portrait exposé au Salon de 1911.
En 1924, il est nommé membre du jury pour le concours du prix de Rome auprès de l'Académie des beaux-arts. En 1926, il reçoit le prix Ary Scheffer, décerné par l'Institut, pour la gravure de la Nymphe enlevée par un Faune d'après le tableau d'Alexandre Cabanel. 
Il est nommé chevalier de la Légion d'honneur le 21 janvier 1936.
À la fin de sa vie, il passe son temps entre son atelier situé rue Saint-Marc à Paris et sa maison de vacances à Belvès où il se repose l'été. Il meurt à Belvès le 18 décembre 1941. Il est inhumé au cimetière de Bailleul.

## Œuvres
Le musée Benoît-De-Puydt de Bailleul possède une salle consacrée à ses gravures et pastels. Plusieurs gravures sont exposées au palais des Beaux-Arts de Lille.

## Élèves
- Pierre Desbois